# Бирзе
Бирзе (фр. Burzet) је насељено место у Француској у региону Рона-Алпи, у департману Ардеш.
По подацима из 2011. године у општини је живело 454 становника, а густина насељености је износила 11,93 становника/km².

## Демографија
| 1962. | 1968. | 1975. | 1982. | 1990. | 2011. |
| ----- | ----- | ----- | ----- | ----- | ----- |
| 1.000 | 838   | 618   | 619   | 534   | 454   |